# Whisky soda
Le whisky soda, également connu sous le nom de scotch and soda, est un highball classique. La boisson se compose de glace et d'un whisky, qui est complété par de l'eau gazeuse. Si, d'une part, l'eau gazeuse dilue le whisky, l'eau et le dioxyde de carbone font en sorte que le whisky libère davantage d'arômes différents que s'il était bu pur.
Aux États-Unis, où le soda est également utilisé comme boisson, le whisky est également connu sous le nom de highball. Ici, où le terme soda est également utilisé pour désigner les boissons non alcoolisées, le whisky soda peut aussi être un whisky avec une boisson non alcoolisée, dont la plus célèbre est le whisky coca.

## Histoire
Le whisky soda est devenu populaire à la fin du XIXe siècle parmi les classes moyennes et supérieures anglaises. Après que le brandy et le soda aient été la boisson préférée de ces classes au début du XIXe siècle, la crise du phylloxéra a fait chuter la production de brandy et les Anglais ont commencé à remplacer le brandy par le whisky écossais. En 1880, le whisky soda était la boisson dominante pour les hommes de cette classe sociale.
Au Japon, le whisky soda était la variété de whisky la plus populaire entre les années 1950 et 1970. Dans cette première période de la production de whisky japonais, les fabricants de liqueurs pratiquaient encore la production, fabriquant principalement de simples whiskies mélangés qui étaient vendus fortement dilués sous forme de whisky soda comme boisson après le travail.
Depuis les années 1980, le whisky au Japon avait une image de boisson pour les vieux hommes qui boivent sérieusement. La réintroduction du whisky soda, moins savoureux et moins alcoolisé, était destinée à changer cette situation. Suntory, le plus grand producteur de spiritueux du Japon, a fait une forte promotion du whisky soda dans le but d'attirer des groupes d'acheteurs plus jeunes vers le whisky. Le producteur a choisi le whisky soda parce qu'il plairait aux buveurs occasionnels : servi sur de la glace, il a une teneur en alcool inférieure à celle de la bière et peut également être consommé avec de la nourriture. Contrairement au mizuwari, un whisky fabriqué avec l'eau du robinet, Suntory fabrique également l'eau de soda vantée pour le whisky soda lui-même, et peut même en contrôler la qualité tout en générant des ventes supplémentaires.
Le fabricant a produit des publicités mettant en scène l'actrice Koyuki buvant un whisky soda avec l'un des whiskies les moins chers de Suntory. Selon Suntory, dans l'année qui a suivi la publicité, le nombre de bars servant du whisky soda est passé de 15 000 à 40 000. Dans l'ensemble, la consommation de whisky au Japon a augmenté dans les années qui ont suivi 2008 pour la première fois depuis un déclin régulier de son importance, ce que les initiés du secteur attribuent en grande partie à la popularité rapidement croissante du whisky soda.
Le whisky soda peut également être acheté prêt à l'emploi dans une boîte ou une bouteille au Japon. Il existe des bars à highballs qui se définissent par le whisky soda, où il est déjà mélangé avec du robinet. De nombreux whiskies japonais continuent d'avoir des profils de saveurs conçus pour être mélangés dans un whisky soda.

## Accueil
Boisson anglaise standard à la fin du XIXe siècle et au début du XXe siècle, le whisky soda apparaît à de nombreuses reprises dans la littérature anglaise de l'époque. Les personnages des romans d'Agatha Christie boivent régulièrement du whisky-soda, tout comme les personnages d'Edgar Wallace ou d'Ernest Hemingway. Dans Le Loup des mers, le galant londonien, qui connaît le whisky essentiellement sous forme de whisky soda dans les clubs londoniens, s'émerveille des quantités de whisky que les marins boivent pur. James Bond boit également du whisky bien plus souvent que des martinis dans les livres, qu'il boit souvent sous forme de whisky soda.
Pour les Beatles, le scotch et le soda étaient l'intoxication de choix jusqu'à ce que Bob Dylan leur fasse découvrir la marijuana au milieu des années 1960.